# Пенингтон (Алабама)
Пенингтон (енгл. Pennington) град је у америчкој савезној држави Алабама. По попису становништва из 2010. у њему је живело 221 становника.

## Демографија
Према попису становништва из 2010. у граду је живело 221 становника, што је 132 (37,4%) становника мање него 2000. године.
| Група             | 2000.       | 2010.       |
| Белци             | 227 (64,3%) | 111 (50,2%) |
| Афроамериканци    | 123 (34,8%) | 110 (49,8%) |
| Азијати           | 0 (0,0%)    | 0 (0,0%)    |
| Хиспаноамериканци | 0 (0,0%)    | 0 (0,0%)    |
| Укупно            | 353         | 221         |